# 欅坂46 LIVE at 東京ドーム 〜ARENA TOUR 2019 FINAL〜
『欅坂46 LIVE at 東京ドーム 〜ARENA TOUR 2019 FINAL〜』（けやきざかフォーティーシックス ライブ アット トウキョウドーム アリーナ ツアー 2019 ファイナル）は、女性アイドルグループ欅坂46が2019年9月18日から19日にかけて『欅坂46 夏の全国アリーナツアー2019』の追加公演として日本の東京都・東京ドームで開催した公演2日目を収録した、3枚目の映像作品。2020年1月29日にDVD・Blu-rayを発売。

## 背景とリリース
欅坂46による自身初となる東京ドームでの公演で『夏の全国アリーナツアー2019』（全国5都市12公演で17万4500人動員）の追加公演として2019年9月18日、19日に開催、各日5万人、2日間で10万人を動員した。
2019年8月8日、『欅坂46 夏の全国アリーナツアー2019』全公演完売を受け、追加公演として9月18日と19日の東京ドーム2days公演の開催が発表された。この発表前日の7日深夜0時、公式サイトに欅文字と呼ばれる文字で謎の暗号が公開され、暗号は「918 919」「35 42 21 139 45 7」と解読、「918 919」は日付（9月18日、9月19日）、「35 42 21 139 45 7」は東京ドームの座標（北緯35度42分21秒 東経139度45分7秒）を示す数字ではないかと言われ、様々な憶測を呼んでいた。
2016年4月6日のメジャーデビューから3年5か月での東京ドーム公演は、乃木坂46の5年8か月、AKB48の5年10か月を上回り、秋元康が総合プロデュサーを務めるアイドルグループで史上最速記録となった。
両日共にメンバーの織田奈那が欠席。19日の公演のみダブルアンコールとして平手友梨奈が初出演・初主演を務めた映画『響 -HIBIKI-』の主題歌である自身のソロ曲「角を曲がる」が初披露された。
本作は、初回生産限定盤（DVD・Blu-ray）と通常版（DVD・Blu-ray）の全4種類あり、上記公演の映像が収録されるほか、初回生産限定盤のみ特典映像（リハーサルから当日の裏側を収録した「Making of Live at 東京ドーム」、メンバー目線でライブを振り返った「プレイバックトーク」）、豪華ブックレット（40頁）、ライブ写真ポストカード（全46種中6枚）が封入される。

## プロモーション
発売に先駆け2020年1月16日に本編の「ダイジェスト映像」、同月25日に初回生産限定盤に収録されている「特典映像 予告編」がYouTubeの公式チャンネルに公開された。

## チャート成績
本作は2020年2月10日付のオリコン週間DVD・Blu-rayランキングでDVDが初週推定売上約3万6000枚、Blu-rayが初週推定売上約6万3000枚を記録し、共に初登場1位を獲得。DVD・Blu-ray同時1位は、1st音楽映像作品『欅共和国2017』から3作連続通算3作目となった。また、ミュージックDVD・Blu-rayランキングでも合計推定売上約9万9000枚で1位を獲得、歴代1位タイだった「1st音楽映像作品から連続映像3部門同時1位」記録を3作に更新し、歴代単独1位となった。

## 収録トラック

### 初回生産限定盤

#### DVD・Blu-ray
| #         | タイトル                       | 作詞      | 作曲                     | 編曲                | 時間   |
| --------- | ------------------------------ | --------- | ------------------------ | ------------------- | ------ |
| 1.        | 「オープニング」               |           |                          |                     |        |
| 2.        | 「Overture」                   |           | 渡辺尚                   | 渡辺尚              |        |
| 3.        | 「ガラスを割れ!」              | 秋元康    | 前迫潤哉、Yasutaka.Ishio | APAZZI              |        |
| 4.        | 「Dance Track」                |           |                          |                     |        |
| 5.        | 「語るなら未来を…」            | 秋元康    | PENGUINS PROJECT         | 佐々木望            |        |
| 6.        | 「Dance Track」                |           |                          |                     |        |
| 7.        | 「Student Dance」              | 秋元康    | SaSA                     | SaSA                |        |
| 8.        | 「Dance Track」                |           |                          |                     |        |
| 9.        | 「エキセントリック」           | 秋元康    | ナスカ                   | the Third           |        |
| 10.       | 「世界には愛しかない」         | 秋元康    | 白戸佑輔                 | 野中“まさ”雄一      |        |
| 11.       | 「青空が違う」                 | 秋元康    | 杉山勝彦                 | 杉山勝彦、有木竜郎  |        |
| 12.       | 「バレエと少年」               | 秋元康    | 中村泰輔                 | 中村泰輔            |        |
| 13.       | 「制服と太陽」                 | 秋元康    | aokado                   | aokado              |        |
| 14.       | 「二人セゾン」                 | 秋元康    | SoichiroK、Nozomu.S      | Soulife             |        |
| 15.       | 「キミガイナイ」               | 秋元康    | SoichiroK、Nozomu.S      | Soulife、後藤勇一郎 |        |
| 16.       | 「もう森へ帰ろうか?」          | 秋元康    | 河原健介                 | 河原健介            |        |
| 17.       | 「僕たちの戦争」               | 秋元康    | バグベア                 | 久下真音            |        |
| 18.       | 「結局、じゃあねしか言えない」 | 秋元康    | 姫野博行                 | 姫野博行            |        |
| 19.       | 「サイレントマジョリティー」   | 秋元康    | バグベア                 | 久下真音            |        |
| 20.       | 「避雷針」                     | 秋元康    | ナスカ                   | 姫野博行            |        |
| 21.       | 「アンビバレント」             | 秋元康    | 浦島健太、TETTA          | 浦島健太、TETTA     |        |
| 22.       | 「風に吹かれても」             | 秋元康    | シライシ紗トリ           | シライシ紗トリ      |        |
| 23.       | 「危なっかしい計画」           | 秋元康    | ナスカ                   | 佐々木裕            |        |
| 24.       | 「太陽は見上げる人を選ばない」 | 秋元康    | 池澤聡                   | 池澤聡              |        |
| 25.       | 「不協和音」                   | 秋元康    | バグベア                 | バグベア            |        |
| 26.       | 「角を曲がる」                 | 秋元康    | ナスカ                   | the Third           |        |
| 合計時間: | 合計時間:                      | 合計時間: | 合計時間:                | 合計時間:           | 127:00 |

| #         | タイトル                                                                                                   | 作詞  | 作曲・編曲 | 時間 |
| --------- | --- | ----- | ---------- | ---- |
| 1.        | 「Making of Live at 東京ドーム」                                                                           |       |            |      |
| 2.        | 「プレイバックトーク（尾関梨香・小池美波・菅井友香・土生瑞穂、武元唯衣・田村保乃・松田里奈・森田ひかる）」 |       |            |      |
| 合計時間: | 合計時間:                                                                                                  | 71:00 |            |      |

### 通常盤

#### DVD・Blu-ray
「初回生産限定盤」DISC1と同内容。